# Sydney Roosters
Els Sydney Roosters són un club professional de rugbi a 13 australià amb seu a Moore Park, Sydney. El club juga a la National Rugby League (NRL).